# LOX-index
LOX-index（ロックス・インデックス）は、LOX-1 (lectin-like oxidized LDL receptor-1) の量とLOX-1を活性化する変性LDL (LAB：LOX-1 ligand containing ApoB｜酸化LDL) の量を合わせて測定する動脈硬化性疾患のリスク評価指標である。日本で約2500名、11年間のコホート研究の結果、LOX-indexの高い群では明らかに動脈硬化性疾患の発症が多く、特に脳梗塞の場合は約3倍以上も発症リスクが高くなると報告された。

## 検査原理
LOX-1は、血管内皮細胞表面に多く発現し、変性LDL（LAB）の増大により増加する事が知られている。血管内皮細胞表面のLOX-1は、一部がプロテアーゼで細胞表面から切断され、sLOX-1
（可溶型LOX-1）として血中に存在する。sLOX-1の量とLOX-1の発現量は相関すると
考えられている。
sLOX-1の測定は、LOX-1の抗体を用いたELISA（サンドイッチ法）により測定が可能であり、標準品にリコンビナントのLOX-1を用いることで定量可能である。
変性LDL（LAB）の測定は、リコンビナントのLOX-1を固相し、ApoB抗体を第2抗体として用いることで血管内状態を反映する測定が可能となった。

## 疾患との関連
アテローム性動脈硬化
血管内皮細胞表面のLOX-1は、変性LDL（LAB）を血管内皮に取り込む。血管内皮に溜まった変性LDLは、マクロファージにより貪食されるが、変性LDL（LAB）が処理しきれないほど多く存在する場合、マクロファージは血管内皮に潜りこんだまま泡沫化細胞となり、その場に沈着する。これがアテローム性動脈硬化の原因である。
脳梗塞
脳梗塞（のうこうそく、cerebral infarction/stroke）は、脳動脈の閉塞、または狭窄のため、脳虚血を来たし、脳組織が酸素、または栄養の不足のため壊死、または壊死に近い状態。原因として、アテローム性動脈硬化性、血栓（塞栓）性、ラクナ梗塞が挙げられる。
心筋梗塞
心筋梗塞（しんきんこうそく、英: Myocardial Infarction）は、虚血性心疾患のうちの一つ。心臓が栄養としている冠動脈の血流量が下がり、心筋が虚血状態になり壊死してしまった状態。原因として、アテローム性動脈硬化性、冠攣縮性、血栓（塞栓）性、冠動脈解離性が挙げられる。

## 検査の実施
全国の主要医療機関にて、検査受診が可能である。検査自体は、NKメディコ株式会社が販売総代理店として医療機関に展開している。LOX-index®検査は、全国1,800以上の医療機関で導入されていて、2020年にサービス受診者は累計30万人を突破している。